# Liste der Bodendenkmäler in Fürstenstein
Auf dieser Seite sind die Bodendenkmäler in der niederbayerischen Gemeinde Fürstenstein zusammengestellt. Diese Tabelle ist eine Teilliste der Liste der Bodendenkmäler in Bayern. Grundlage ist die Bayerische Denkmalliste, die auf Basis des Bayerischen Denkmalschutzgesetzes vom 1. Oktober 1973 erstmals erstellt wurde und seither durch das Bayerische Landesamt für Denkmalpflege geführt wird. Die folgenden Angaben ersetzen nicht die rechtsverbindliche Auskunft der Denkmalschutzbehörde.

## Bodendenkmäler in Fürstenstein
| Lage                    | Objekt | Akten-Nr.     | Bild |
| ----------------------- | --- | ------------- | ---- |
| Fürstenstein (Standort) | Frühmittelalterlicher Ringwall „Burgstall“. | D-2-7245-0008 |      |
| Fürstenstein (Standort) | Untertägige spätmittelalterliche und frühneuzeitliche Befunde im Bereich der Burg und des späteren Schlosses Fürstenstein. | D-2-7245-0031 |      |
| Kapfham (Standort)      | Untertägige frühneuzeitliche Befunde im Bereich der katholischen Filialkirche St. Laurentius in Kapfham, darunter die Spuren von Vorgängerbauten bzw. älteren Bauphasen.                                                      | D-2-7346-0164 |      |
| Kapfham (Standort)      | Spätmittelalterlich-neuzeitlicher Erdstall. | D-2-7346-0166 |      |
| Fürstenstein (Standort) | Untertägige frühneuzeitliche Befunde im Bereich der katholischen Pfarrkirche und ehemaligen Schloss- und Wallfahrtskapelle Mariä Himmelfahrt in Fürstenstein, darunter die Spuren von Vorgängerbauten bzw. älteren Bauphasen. | D-2-7445-0050 |      |